# Giuseppe Delfino
Giuseppe Delfino (n. 22 noiembrie 1921, Torino, Italia – d. 10 august 1999, Palazzo Canavese, Piemont, Italia) a fost un scrimer italian, medaliat olimpic. A participat la 4 ediții ale Jocurilor Olimpice (1952, 1956, 1960, 1964) în care a câștigat două medalii de aur și două medalii de argint.